# Aeroportul Kawito
Aeroportul Kawito (IATA: KWO, ICAO: AYKW) este un aeroport din Papua Noua Guinee.
aeroportul dispune de o singură pistă.